# Kostel svatého Michaela archanděla (Přerov)
Kostel svatého Michaela archanděla v Přerově je bývalým farním kostelem v tomto okresním městě.

## Popis
Kostel leží v místní části Šířava. Vstup je hlavním vchodem ze západu, kam směřuje věž, oltář má situován k východu. Na věži jsou umístěny hodiny.

## Historie
Datum vzniku chrámu není známo, pravděpodobně se nejprve jednalo o menší kostelík náležející k bývalé vesnici Šířava, ta navazovala na městské tržiště. U původního kostela stála zvonice, z níž se zachoval zvon s datem 1496 a nápisem „Ad honorem Sancti Michaelis“. Kolem roku 1556 zde byl pohřben člen jednoty bratrské bratr Matěj Berounský.
Ke kostelu náležel ve středověku hřbitov. Pohřbívání zde skončilo roku 1832.
Pod zdejší farnost spadaly vesnice Újezdec, Kozlovice, Želátovice, Moštěnice a část obce Bochoř. Kostel byl několikrát přestavěn, několikrát vydrancován v 17. století při vpádu Švédů. Velkou rekonstrukcí prošel v roce 1682 a v letech 1718–22 a 1791 – tehdy sloužil výlučně k pohřbům.
V polovině 19. století u něj vyrostl klášter Školských sester. Pohromou se stal 17. srpen 1868, kdy požár zničil nejen vybavení, ale žárem se zřítila i věž s hodinami a zvony. Po této události byl kostel opět opraven do dnešního stavu.

## Současnost
Pravidelné bohoslužby jsou zde v neděli v 7:30 hodin.
Ke svým bohoslužbám jej užívá také Řeckokatolická církev. Svaté liturgie jsou slouženy vždy první neděli v měsíci v 18:00 h.